# Diplôme national d'orientation professionnelle
Le Diplôme national d'orientation professionnelle (DNOP), dispense d'un enseignement initial et supérieur dans les disciplines de la musique, de la danse et du théâtre sous le contrôle du ministère de la Culture. Il peut se substituer au DEM.

## Condition d'accès
Les prérequis d'entrée en formation initiale conduisant au Diplôme national d'orientation professionnelle sont de justifier, selon le domaine d'étude, de l'obtention du certificat d'études musicales, chorégraphiques, de danseur ou de comédien ou d'un parcours de formation d'une durée d'au moins trois ans. Le choix d'un ou de plusieurs de ces prérequis d'entrée en formation est défini par le règlement des études de l'établissement.
Il convient aussi d'attester par un certificat médical de la non-contre-indication à la pratique de la danse ou de comédien pour ses deux domaines d'études.

## Le diplôme

### Déroulement des études
En formation initiale, le cursus d'études est d'une durée variable selon les établissements, définie par le règlement des études.
Les parcours de formation sont organisés en unités d'enseignement. Ces unités concernent l'interprétation, les apprentissages techniques et artistiques, les connaissances corporelles et théoriques, la culture générale ainsi que la préparation au métier. L'interprétation et les apprentissages techniques et artistiques doivent avoir une place prépondérante en termes de volume horaire dans le parcours de formation.

## Les domaines
- la musique, sous le nom de la Diplôme national d'orientation professionnelle musicien (DNOPM)[3]
- la danse, sous le nom de la Diplôme national d'orientation professionnelle de danseur ou chorégraphique (DNOPD) ou (DNOPC)[4]
- le théâtre, sous le nom de la Diplôme national d'orientation professionnelle de comédien (DNOPC)[5]